# 6036 Weinberg
6036 Weinberg eller 1988 CV3 är en asteroid i huvudbältet som upptäcktes den 13 februari 1988 av den belgiske astronomen Eric W. Elst vid Haute-Provence-observatoriet. Den är uppkallad efter den amerikanske nobelpristagaren Steven Weinberg.
Asteroiden har en diameter på ungefär 6 kilometer.